# Олсберг
Олсберг (њем. Olsberg) град је у њемачкој савезној држави Северна Рајна-Вестфалија. Једно је од 12 општинских средишта округа Хохзауерланд. Према процјени из 2010. у граду је живјело 15.393 становника. Посједује регионалну шифру (AGS) 5958036, NUTS (DEA57) и LOCODE (DE OLS) код.

## Географски и демографски подаци
Олсберг се налази у савезној држави Северна Рајна-Вестфалија у округу Хохзауерланд. Град се налази на надморској висини од 360 метара. Површина општине износи 118,0 km². У самом граду је, према процјени из 2010. године, живјело 15.393 становника. Просјечна густина становништва износи 130 становника/km².

## Међународна сарадња
| Мјесто | Држава     | Врста сарадње | Од    |
| ------ | ---------- | ------------- | ----- |
|        | Француска  | партнерство   | 1969. |
|        | Швајцарска | партнерство   | 1977. |
| Извор  |            |               |       |